# Pentland Hills
Pentland Hills är kullar i Storbritannien.   De ligger i riksdelen Skottland, i den centrala delen av landet, 500 km norr om huvudstaden London.